# Шина (топология компьютерной сети)
Топология типа общая ши́на, представляет собой общий кабель (называемый шина или магистраль), к которому подсоединены все рабочие станции. На концах кабеля для предотвращения отражения сигнала находятся терминаторы.

## Работа в сети
Топология общая шина предполагает использование одного кабеля, к которому подключаются все компьютеры сети. Отправляемое какой-либо рабочей станцией сообщение распространяется на все компьютеры сети. Каждая машина проверяет кому адресовано сообщение, — если сообщение адресовано ей, то обрабатывает его. Принимаются специальные меры для того, чтобы при работе с общим кабелем компьютеры не мешали друг другу передавать и принимать данные. Для того, чтобы исключить одновременную посылку данных, применяется либо «несущий» сигнал, либо один из компьютеров является главным и «даёт слово» остальным компьютерам такой сети. Например, в сетях Ethernet (IEEE 802.3) c шинной топологией станции прослушивают занятость среды и действуют по алгоритму CSMA/CD (англ. Carrier Sense Multiple Access with Collision Detection — множественный доступ с прослушиванием несущей и обнаружением столкновений).
Шина самой своей структурой допускает идентичность сетевого оборудования компьютеров, а также равноправие всех абонентов. При таком соединении компьютеры могут передавать информацию только по очереди, — последовательно — потому что линия связи единственная. В противном случае пакеты передаваемой информации будут искажаться в результате взаимного наложения (то есть произойдет конфликт, коллизия). Таким образом, в шине реализуется режим полудуплексного (half duplex) обмена: данные могут передаваться в обоих направлениях, но лишь в различные моменты времени, а не одновременно (то есть последовательно, а не параллельно).
В топологии «шина» отсутствует центральный абонент, через которого передаётся вся информация, что увеличивает надёжность «шины». (При отказе любого центра перестаёт функционировать вся управляемая им система.) Добавление новых абонентов в «шину» достаточно простое и обычно возможно даже во время работы сети. В большинстве случаев при использовании «шины» нужно минимальное количество соединительного кабеля по сравнению с другой топологией. Правда, нужно учесть, что к каждому компьютеру (кроме двух крайних) подходят два кабеля, что не всегда удобно.
«Шине» не страшны отказы отдельных компьютеров, потому что все другие компьютеры сети продолжат нормально обмениваться информацией. Но так как используется только один общий кабель, — в случае его обрыва нарушается работа всей сети. Может показаться, что «шине» обрыв кабеля не страшен, поскольку в этом случае остаются две полностью работоспособные «шины». Однако из-за особенности распространения электрических сигналов по длинным линиям связи необходимо предусматривать включение на концах шины специальных устройств — Терминаторов.
Без включения терминаторов в «шину» сигнал отражается от конца линии и искажается так, что связь по сети становится невозможной. Таким образом при разрыве или повреждении кабеля нарушается согласование линии связи, и прекращается обмен даже между теми компьютерами, которые остались физически соединёнными между собой. Короткое замыкание в любой точке кабеля «шины» выводит из строя всю сеть. Хотя в целом надёжность «шины» все же сравнительно высока, так как выход из строя отдельных компьютеров не нарушит работоспособность сети в целом, поиск неисправностей в «шине» затруднён. В частности: любой отказ сетевого оборудования в «шине» очень трудно локализовать, потому что все сетевые адаптеры включены параллельно, и понять, который из них вышел из строя, не так-то просто.
При построении больших сетей возникает проблема ограничения на длину линии связи между узлами, — в таком случае сеть разбивают на сегменты. Сегменты соединяются различными устройствами — повторителями, концентраторами или хабами.
Например, технология Ethernet 10BASE-2 позволяет использовать кабель длиной не более 185 метров.

## Сравнение с другими топологиями

### Достоинства
- Небольшое время установки сети;
- Дешевизна (требуется кабель меньшей длины и меньше сетевых устройств);
- Простота настройки;
- Выход из строя одной рабочей станции не отражается на работе всей сети;

### Недостатки
- Неполадки в сети, такие как обрыв кабеля или выход из строя терминатора, полностью блокируют работу всей сети;
- Затрудненность выявления неисправностей;
- С добавлением новых рабочих станций падает общая производительность сети.

Шинная топология представляет собой топологию, в которой все устройства локальной сети подключаются к линейной сетевой среде передачи данных. Такую линейную среду часто называют каналом, шиной или трассой. Каждое устройство (например, рабочая станция или сервер) независимо подключается к общему кабелю-шине с помощью специального разъёма.
Шинный кабель должен иметь на конце согласующий резистор, или терминатор, который поглощает электрический сигнал, не давая ему отражаться и двигаться в обратном направлении по шине.

### Преимущества и недостатки шинной топологии
Типичная шинная топология имеет простую структуру кабельной системы с короткими отрезками кабелей. Поэтому по сравнению с другими топологиями стоимость её реализации невелика. Однако низкая стоимость реализации компенсируется высокой стоимостью управления. Фактически, самым большим недостатком шинной топологии является то, что диагностика ошибок и изолирование сетевых проблем могут быть довольно сложными, поскольку здесь имеются несколько точек концентрации. Так как среда передачи данных не проходит через узлы, подключенные к сети, потеря работоспособности одного из устройств никак не сказывается на других устройствах. Хотя использование всего лишь одного кабеля может рассматриваться как достоинство шинной
топологии, однако оно компенсируется тем фактом, что кабель, используемый в этом типе топологии, может стать критической точкой отказа. Другими словами, если шина обрывается, то ни одно из подключенных к ней устройств не сможет передавать сигналы.

## Примеры
Примерами использования топологии общая шина является сеть 10BASE5 (соединение ПК толстым коаксиальным кабелем, подключение к кабелю с помощью Vampire tap) и 10BASE2 (соединение ПК тонким коаксиальным кабелем, компьютеры подключаются к T-образным BNC разъёмам).
Сегмент компьютерной сети, использующей коаксиальный кабель в качестве носителя и подключенных к этому кабелю рабочих станций. В этом случае шиной будет являться отрезок коаксиального кабеля, к которому подключены компьютеры.